# مکتب تهافت
مکتب تهافت، برگرفته از نام کتاب تهافت‌الفلاسفه نوشته امام محمد غزالی، یا نواشعری به اندیشه اندیشمندانی اشاره دارد، که از موضع دیانت اما با روشی فلسفی، با فلسفه مشایی از در مخالفت و انتقاد درآمدند. در میان ایشان محمد غزالی و فخرالدین رازی پرآوازه‌تر اند. یکی از اختلافاتی که مایه پاگرفتن مکتب اشعری و اختلاف با معتزله بود، اسما و صفات الاهی بود. اشعریان نخستین، رویارو با معتزله، اهل تشبیه بودند، اما در پی ایشان نواشعریان پی تنزیه گرفتند و تنها از باب احترام به پیشینیان عبارت «بلاکیف» در نوشته‌ها شان قید می‌کردند. در پاره‌یی موضوعات دیگر هم پس از غزالی عقیده اشاعره چنان دگرگون شد، که می‌توان گفت، رویاروی عقیده پیشینیان شان بود. به همین دلیل و دلایل دیگر، اگرچه مکتب تهافت یا نواشعریان در پی روند خردگراتر شدن اشعریان پدید آمد و اگرچه هم از نگاه ایشان و هم از دستاوردهای کلامی شان بهره داشت، اما هم شیوه‌یی که غزالی و پیروان ش بدان دست یازیدند و هم باورهایی که بر آن‌ها پای می‌فشردند، چندان با شیوه و باور اشعریان پیش از خود متفاوت بود، که می‌توان میان ایشان و پیشینیان شان مرز کشید.
غزالی، پیشگام تهافتیان، فلسفه را نزد استادی نیاموخته بود و خود به مطالعه کتاب‌های مشاییان پرداخت. سپس مقاصدالفلاسفه را نوشت، تا نشان دهد، که مقصد فیلسوفان آن روز، یا مشاییان، را نیک دریافته است. پس از آن تهافت‌الفلاسفه را نوشت و در آن پادگویی‌هایی فیلسوفان را برشمرد. او ایشان را در بیست قضیه متهم به تناقض‌گویی کرد و در سه قضیه از این بیست قضیه تکفیر: یکی قدیم بودن عالم، دوم ناآگاهی خدا از جزئیات متشکل متغیر و سوم انکار حشر اجساد و معاد جسمانی.
پس از غزالی متکلمان فراوانی به مطالعه نوشته‌های فیلسوفان و خرده‌گیری از ادعاهای ایشان پرداختند. از این رو می‌توان بسیاری را در جرگه تهافتیان گنجاند، اما از آن رو که با چه هدفی چنین می‌کردند و برای اشکالاتی که پیش‌می‌کشیدند، چه پاسخی داشتند، چندان هم‌آماج نیستند، به ویژه که در دوره‌های گوناگون زندگی شان باورها و ایستارهای متفاوتی پسندیده یا در پیش‌گرفته اند.
بی‌گمان در شکل‌گیری این مکتب انگیزه‌های سیاسی هم دخیل بوده است و به‌ویژه از هراس دستگاه خلافت و متنسکان مایه می‌گرفته‌است. از جنبه‌های گوناگون تهافتیان مکتبی گذرا اما اثرگذار در جریان کلی فلسفه اسلامی شدند.

## زمینه

### دگردیسی کلام اشعری
از همان روزی که ابوالحسن اشعری در ستیز با معتزله درآمد و کوشید، باورهای اهل حدیث و سنت را بر پایه‌هایی خردپذیر استوار کند، او و پیروان ش ناخواسته و هر روز از اهل حدیث و حنبلیان دورتر و خود خردگراتر شدند. 

### واکنش به فلسفه مشایی
انتقادها از اندیشه مشایی و نگاه ارسطویی به جهان از همان آغاز در میان مسلمانان طرف‌دار داشت. ابوریحان بیرونی سخت از این که کسی چون شیخ‌الرییس در پژوهش به راه ارسطو می‌رود، بر او خرده می‌گیرد. پیش از ابوریحان زکریای رازی که هم در علوم طبیعی ویژستار بود و هم در فلسفه دست داشت، بر شیوه یونانیان و به‌ویژه مشاییان خرده می‌گیرد. با این همه شیخ‌الرییس خود شاید بزرگ‌ترین منتقد ارسطو باشد. او انتقاد از ارسطو را از همان نام کتاب ارسطو می‌آغازد و می‌نویسد: «این علم را آن چه پس از طبیعت نامیده اند، حال آن که می‌سزد، که آن چه پیش از طبیعت خوانده شود»
از دیگر سو صوفیان و عارفان مسلمان بودند، که با اندیشه و نگاه یونانی سر سازگاری نداشتند. نگاه ایشان از این رو درخور توجه است، که کار شان، آهسته و پیوسته، می‌رفت که بالاگیرد و بسیاری را به خود بگرواند.
سه دیگر فقیهان و اهل حدیث مباحث عقلی و هواخواهان این دست مباحث را، خواه معتزلی و خواه فلسفی، برنمی‌تافتند. ابزار ایشان البته تکفیر بود. دوبیتی پرآوازه بوعلی در پاسخ به ایشان است:
| کفر چو منی گزاف و آسان نبود   |  | محکم‌تر از ایمان من ایمان نبود |
| در دهر چو من یکی و آن هم کافر |  | پس در همه دهر یک مسلمان نبود  |

کار غزالی، اما با تکفیرهای فقیهان متفاوت بود. او که انبان تجربه ش را از جدل‌های کلامی انباشته بود، به کمر ِ فلسفه را شکاندن، آن هم به شیوه فلسفی، کمر بست. به این دلیل بود که پشت به کرسی استادی نظامیه گرم داشت یا به هر دلیل دیگری، حجت الاسلام غزالی، به هر روی برای فلسفه آموختن دست به سوی هیچ استادی نیازید و خودآموزانه سرگرم مطالعه آثار فیلسوفان شد. نتیجه تلاش‌های ش در این راه مقاصدالفلاسفه است، که چندان استادانه نوشته شده بود، که هنگامی که به اروپا رفت و به لاتین برگردانده شد، اهل مدرسه در اروپا تا سده‌ها غزالی را نماینده فلسفه مسلمانان می‌شناختند.
ابوالبرکات بغدادی دیگر منتقد بزرگ فلسفه مشایی است. شاید آماج کار او چندان با آماج کار غزالی یکی نباشد، اما انتقادهای او بر شیوه مشایی سپس‌تر زمینه کار دیگر فیلسوفان شد.
اندیشمند بزرگ دیگری که کلک به نقد مشاییان فرسود، محمد بن عبدالکریم شهرستانی بود. او مانند غزالی خراسانی بود و
استاد نظامیه. هرچند در بیش‌‌تر نوشته‌های ش نگاه فلسفی او هویدا است، اما فلسفی‌ترین اثر ش مصارعه الفلاسفه است، که در آن بر هفت قضیه در الاهیات بر شیخ‌الرییس خرده می‌گیرد.
پس از امام محمد غزالی و امام محمد شهرستانی امام فخر رازی کار شان را در نقد فیلسوفان و نفی فلسفه، دست‌کم در هیئت مشایی ش، موشکافانه‌تر و باریک‌بینانه‌تر پی‌گرفت. او انارات فی شرح الاشارت را در شرح اشارات و تنبیهات ابن سینا نوشت و گفته‌ها شیخ را یک‌به‌یک و از سویه‌های گوناگون حلاجی کرد و بر آن‌ها خرده گرفت.

### دگرگونی‌های سیاسی
هارون الرشید خلیفه عباسی که در دامان برمکیان پرورده شده بود، هنگامی که به خلافت رسید یحیی برمکی را به صدرات گماشت. در همین روزگار بود که دارالحکمه را پایه گذاشتند و به سفارش و تشویق دستگاه حکومت، نهضت ترجمه با ترجمه از پارسی میانه آغاز شد. پس از آن، در روزگار مامون، که خود شیفته دانش و فلسفه بود، ترجمه به عربی، که در آغاز بیش‌تر در زمینه پزشکی و از نوشته‌های به‌جا مانده از گندی شاپور بود، رفته‌رفته به ترجمه از یونانی، آن هم ترجمه نوشته‌های افلاطون و ارسطو و فلوطین و دیگر فیلسوفان یونانی و اسکندرانی کشید. پس از مامون اگرچه معتصم همچنان در ستیزهای کلامی جانب معتزله را فرونگذاشت، اما نه دانش‌دوستی و کنج‌کاوی مامون را داشت، نه وزیرانی چون برمکیان یا فضل بن سهل. ایرانیان، از خراسان تا آذربایجان بر خلیفه می‌شوریدند و دستگاه خلافت بغداد هر روز ناتوان‌تر از دیروز می‌نمود. هنگامی که حکومت‌های ایرانی مستقلی چون صفاریان و زیاریان و بویهیان بر سر کار آمدند، خلافت بغداد بر آن شد، که آنان را با غزان تازه‌مسلمان مهار کند. از دیگر سو دخالت قدرت در بحث‌های کلامی و اندیشگی و جانب‌داری از یک گروه، سرانجام به زیان معتزله تمام شد. ایشان تکفیر شدند و متوکل بسیاری از بزرگان ایشان را یا به سیاه‌چال افکند یا از دم تیغ گذارند و اندیشه اشعری مذهب رسمی دستگاه خلافت عباسی شد.

## درون‌مایه و نوآوری

### اسمای الاهی
اشعریان نخستین که در باورها شان کمابیش به اهل حدیث نزدیک بودند، در باره ی اسمای الاهی قائل به تشبیه بودند. یعنی صفاتی چون علم یا قدرت در باره آفریدگار را به همان معنایی می‌دانستند، که در باره مردمان یا دیگر آفریدگان صادق است و به کار می‌رود.

## زبان
زبان فلسفه، و در این جا زبان فیلسوفان مسلمان، اگرچه پیوسته در دگریسی بود، اما پس از شفای بوعلی بسیاری از واژگانی که او پرسون و موشکافانه تعریف کرده بود، در میان اهل فلسفه پذیرفته افتاده بود. اما به سبب زمینه کلامی غزالی و فخر رازی بود یا ستیز شان حتا با واژگان مشایی، زبان ایشان با زبان فیلسوفان پیشین و پسین متفاوت است. افنان در این باره می‌گوید «غزالی گاه اصلاحات فیلسوفان را به کار می‌گیرد و دیگرگاه اصطلاحات متکلمان را» همو در باره ی فلسفه اخلاق می‌افزاید، که با غزالی مجموعه متفاوتی از اصطلاحات به طور دقیق و ماهرانه ترکیب می‌شوند. منتگمری وات بر این رای است، که متکلمان و فقیهان پیش از مقاصدالفلاسفه یا به نوشته‌های فیلسوفان دسترس نبودند، یا فهمیدن شان ایشان را دشوار بود و غزالی را نخستین متکلمی می‌داند، که به زبان فیلسوفان سخن گفت.
زبان شهرستانی بسی بیش از غزالی درخور درنگ  است. پیچیدگی زبان او چندان است، که بسیاری هنوز دودل اند، که به اشعریان گرایش داشته است یا اسماعیلیان.

## واکنش به تهافت

### ابن رشد
ابن رشد از نامدارترین کسانی است، که به پاسخ‌گویی به اتهامات غزالی برآمد. او بزرگ‌ترین شرح‌دهنده مسلمان ارسطو است و از فلسفه ارسطو سیراب شده و هرگز از مرزهای نگاه ارسطویی بیرون نرفت. ابن رشد اگرچه در پاسخ به غزالی تهافت‌التهافت را نوشت، اما در آن هر جا ابن‌سینا و فارابی کوتاهی کرده بودند، آنان را مورد انتقاد قرار می‌دهد. و هرگاه غزالی محق باشد، حق را به او می‌دهد، همچنین وقتی خطا کرده یا عمداً از راه صواب منحرف شده باشد، او را استهزاء کرده و متهم به سفسطه می‌کند.

### نصیرالدین طوسی
خواجه نصیرالدین طوسی در پاسخ به خرده‌گیری‌های فخرالدین رازی در شرح اشارات، خود بر اشارات شیخ‌الرییس شرحی نوشت و اشتباهات و بدفهمی‌های فخر رازی را یک‌به‌یک برشمرد و نشان داد. خواجه نصیرالدین مصارع المصارعه را نیز در رد اشکالات شهرستانی بر بوعلی نوشت.

## پیامدهای تهافت
انتقادهای بنیادشکنِ غزالی اگرچه پایه‌های کاخِ فلسفه ی سینوی را تکاند، اما موجب شد، تا زلالِ اندیشه در بستری تازه روان شود. خرده‌گیری‌های موشکافانه ی فخر رازی هم دوره ی درخشانِ منطق را در سده‌های ششم و هفتم در پی آورد.
- علاء طوسی

## پانوشت
1. ↑  مهدی محقق، ابوریحان بیرونی و ابن‌سینا، اسئله و اجوبه، مقدمه.
2. ↑  سهیل محسن افنان، پیدایش اصطلاحات فلسفی در عربی و فارسی، ۸۲.
3. ↑  سهیل محسن افنان، پیدایش اصطلاحات فلسفی در عربی و فارسی، ۷۴.
4. ↑  سهیل محسن افنان، پیدایش اصطلاحات فلسفی در عربی و فارسی، ۷۸.
5. ↑  ویلیام منتگری وات، فلسفه و کلام اسلامی، ۱۳۱.
6. ↑  «کانون ایرانی پژوهشگران فلسفه و حکمت - تهافتیان سرسخت». بایگانی‌شده از اصلی در ۱۳ ژوئن ۲۰۱۲. دریافت‌شده در ۲۳ مه ۲۰۱۲.